# Каюмов, Шариф Ганиевич
Шариф Ганиевич Каюмов (25 января 1905, Бухара, Российская империя — 1973, Ташкент, Узбекская ССР, СССР) — узбекский советский актёр театра и кино. Народный артист Узбекской ССР (1952).

## Биография
Родился Шариф Ганиевич Каюмов 25 января 1905 года в Бухаре.
С 1920 года принимал участие в спектаклях художественной самодеятельности во время учёбы в Институте просвещения.
В 1923 году вступил в труппу Бухарского театра.
В 1924—1927 годах учился в Московской узбекской театральной студии.
После окончания студии работал актёром и режиссёром в Театре имени Хамзы в Ташкенте.

Исполнение Каюмова отличается мягкостью, лиризмом, обаянием, точностью внешнего рисунка. Каюмов передаёт напряжённость мысли, душевную жизнь своих героев.
— Каюмов Шариф // Театральная энциклопедия / гл. ред.  П. А. Марков. — М. : Советская энциклопедия, 1963. — Т. 2. Гловацкий — Кетуракис. — 1212 стб. — 43 000 экз.
Умер в 1973 году в Ташкенте.

## Творчество

### Роли в театре
- Маятеж — Фурманов
- Гамлет — Горацио
- Кремлёвские куранты — Рыбаков
- Русский вопрос — Мэрфи
- Мещане — Перчихин
- Отелло — Кассио
- Бесприданница — Робинзон

### Роли в кино
- 1953 — Бай и батрак — друг Гафура
- 1957 — Случай в пустыне — эпизод
- 1970 — Интеграл — муж Ойхон
- 1970 — Свет и тени — эпизод

## Награды
- 1952 — Народный артист Узбекской ССР